# بيت سوازو
بيت سوازو هو سياسي أمريكي، ولد في 4 يونيو 1951 في مدينة سولت ليك في الولايات المتحدة، وتوفي في 19 أغسطس 2001 في مقاطعة سانبيتي في الولايات المتحدة.

## مناصب
- انتخب عضو مجلس ولاية يوتا ‏ عن دائرة Utah's 2nd State Senate district [الإنجليزية]‏ وقد انضم خلال فترته النيابية [الإنجليزية]‏ (يناير 2001 – 19 أغسطس 2001) للكتلة البرلمانية الحزب الديمقراطي.
- انتخب عضو مجلس نواب ولاية يوتا ‏ وقد انضم خلال فترته النيابية (يناير 1995 – يناير 1997) للكتلة البرلمانية الحزب الديمقراطي.
- انتخب عضو مجلس ولاية يوتا ‏ عن دائرة Utah's 2nd State Senate district [الإنجليزية]‏ وقد انضم خلال فترته النيابية (1997 – 2001) للكتلة البرلمانية الحزب الديمقراطي.
- انتخب عضو مجلس نواب ولاية يوتا ‏ وقد انضم خلال فترته النيابية (1993 – 1995) للكتلة البرلمانية الحزب الديمقراطي.

## وصلات خارجية
- بيت سوازو على موقع IMDb (الإنجليزية)